# Hrouzkyï Ialantchyk
Le cours d'eau Hrouzkyï Ialantchyk est un fleuve côtier de l'est de l'Ukraine, et s'écoulant intégralement dans l'oblast de Donetsk, vers la mer d'Azov, où se situe son embouchure.

## Géographie
Le fleuve côtier Hrouzkyï Ialantchyk prend sa source un peu au nord de la localité de Koultoura, et s'écoule vers le sud, vers la mer d'Azov. Son embouchure se situe dans la ville de Novoazovsk.